# Very Large Crude Carrier

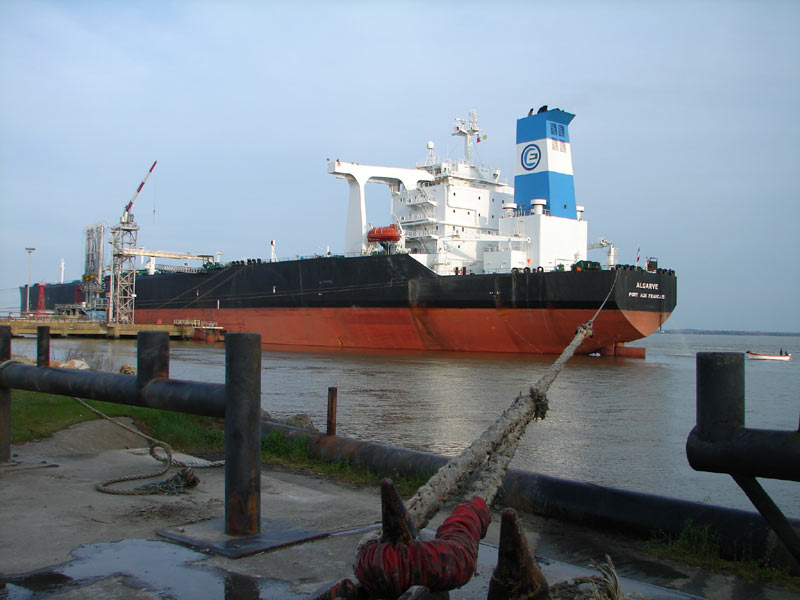
De VLCC Algarve

Een Very Large Crude Carrier of VLCC is een grote olietanker voor ruwe olie van 200.000 tot 320.000 ton. Dergelijke grote tankers kunnen volgelade niet door het Suezkanaal, maar wel door de Straat Malakka: wel Malaccamax, niet Suezmax.
Anno 2008 zijn de meeste tankers voor ruwe olie VLCC. Nog groter zijn de Ultra Large Crude Carriers (ULCC's).